# Ембарго (академічне видавництво)
Емба́рго — надання відкритого доступу до повних текстів наукових статей академічним видавництвом через певний проміжок часу після публікації, під час якого можна ознайомитись з повним текстом за плату. Метою таких заходів є забезпечення видавництва прибутком, але в той же час не було доведено, що короткий період ембарго або його відсутність шкодить фінансовому добробуту видавництв.